# مناطق زامبيا

تنقسم محافظات زامبيا العشر إلى ما مجموعه 117 منطقة. تنص المادة 109 من الفقرة الثامنة من دستور زامبيا على تشكيل الحكومة المحلية. وهي الفقرة الوحيدة التي تنص على أن يكون هناك شكل ما من أشكال الحكم المحلي، والتي ينبغي فيها للحكومة المحلية أن تقوم على أساس ديمقراطي لتشكيل مجالس منتخبة من الاقتراع العام.

## محافظات زامبيا

مناطق زامبيا

حتى عام 2011، كان في زامبيا 72 مقاطعة. ولكن في عام 2011، أنشئت مناطق جديدة، ليصل العدد الإجمالي إلى 117 اعتبارًا من عام 2018.
مجموع المناطق حسب المحافظة
1. المحافظة الوسطى (12 منطقة)
2. محافظة كوبربيلت (10 منطقة)
3. المحافظة الشرقية (14 منطقة)
4. محافظة لوابولا (12 منطقة)
5. محافظة لوساكا (7 مناطق)
6. محافظة موتشينغا (10 منطقة)
7. المحافظة الشمالية (12 منطقة)
8. المحافظة الشمالية الغربية (11 منطقة)
9. المحافظة الجنوبية (13 منطقة)
10. المحافظة الغربية (16 منطقة)

## مناطق الوسطى

مناطق المحافظة الوسطى

تتكون المحافظة الوسطى من 12 منطقة.
| المنطقة      | المساحة (كم2) | عدد السكان | الكثافة (لكل كم2) |
| ------------ | ------------- | ---------- | ----------------- |
| شيبومبو      | 13,423        | 293,765    | 22                |
| كيشامبا      | 5,252         | 127,604    | 24                |
| شيتامبو      | 5,252         | 127,604    | 24                |
| إيتزي-تيجي   | 16,064        | 43,111     | 4.27              |
| كابوي        | 1,547         | 230,802    | 150               |
| كابيري مبوشي | 17,219        | 294,971    | 17                |
| لوانو        | 5,252         | 127,604    | 24                |
| مكوشي        | 17,726        | 188,071    | 11                |
| مومبوا       | 21,103        | 273,869    | 13                |
| نجابوي       | 5,252         | 127,604    | 24                |
| سيرينجي      | 23,351        | 190,932    | 8.2               |
| شيبويونجي    | 5,252         | 127,604    | 24                |

## مناطق كوبربلت

مناطق المحافظة كوبربلت في زامبيا

تتكون محافظة كوبربيلت من 10 مناطق.
- منطقة تشيليلابومبوي
- منطقة شنغولا
- منطقة كالولوشي
- منطقة كيتوي
- منطقة لوانشيا
- منطقة لوفوان ياما
- منطقة ماسايتي
- منطقة مبونغوي
- منطقة موفوليرا
- منطقة ندولا

## المناطق الشرقية

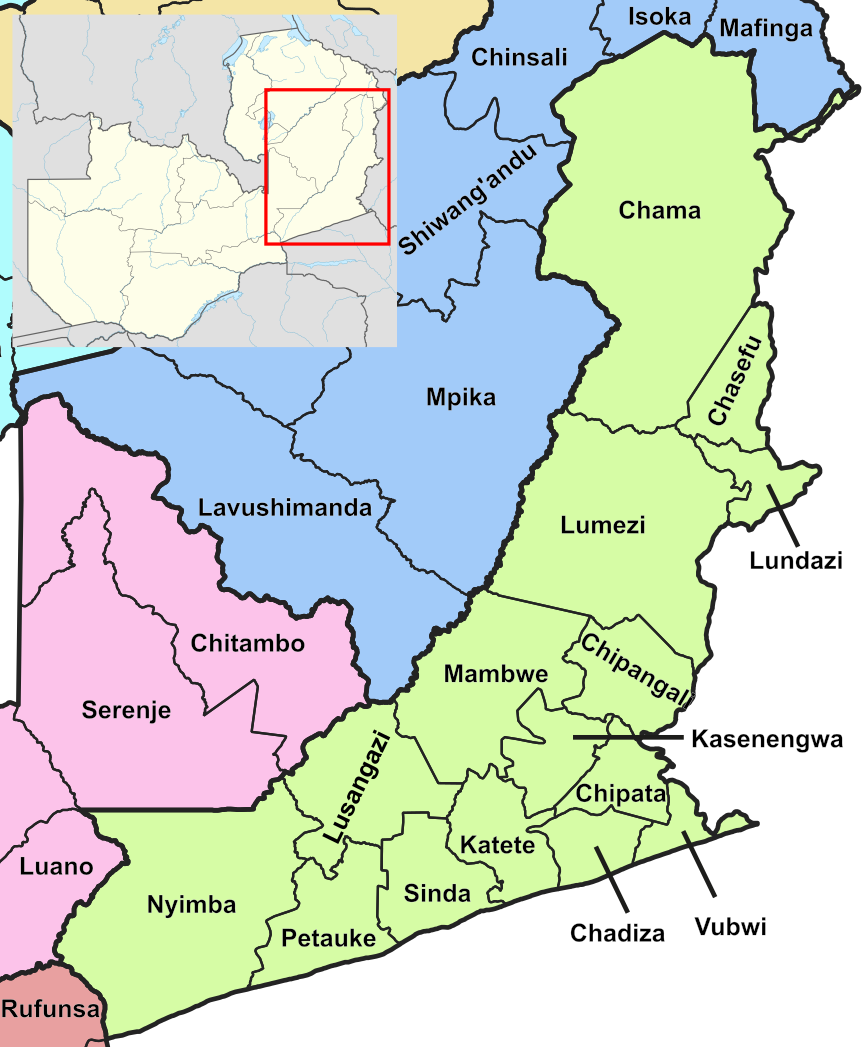
مناطق المحافظة الشرقية

تتكون المحافظة الشرقية من 14 منطقة.
- منطقة شاديزا
- منطقة شافو
- منطقة شيبانغالي
- منطقة شيباتا
- منطقة كاسينينجوا
- منطقة كاتيتي
- منطقة لوميزي
- منطقة لوندازي
- منطقة لوسانغازي
- منطقة مامبوي
- منطقة نيمبا
- منطقة بيتوك
- منطقة سندة
- منطقة فوبوي

## مناطقمحافظة لوابولا

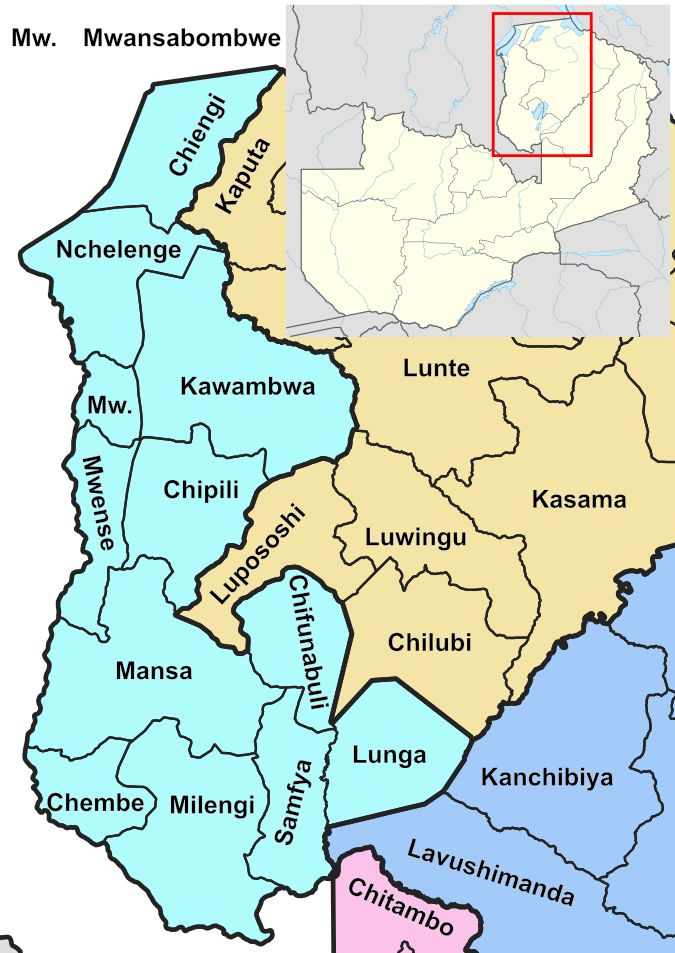
مناطق محافظة لوابولا

تتكون محافظة لوابولا من 12 منطقة.
- منطقة شيمبي
- منطقة شينجي
- منطقة تشيفونابولي
- منطقة شيبيلي
- منطقة كاوامبوا
- منطقة لونجا
- منطقة مانسا
- منطقة ميلنج
- منطقة موانسابومبوي
- منطقة موينس
- منطقة نشيلنج
- منطقة سامفيا

## مناطق لوساكا

مناطق محافظة لوكاسا

تتكون محافظة لوساكا من 7 مناطق.
- منطقة تشيلانجا
- منطقة تشيروندو
- منطقة تشونغوي
- منطقة كافو
- منطقة لوانغوا
- منطقة لوساكا
- منطقة روفونسا

## مناطقمحافظة موتشينغا

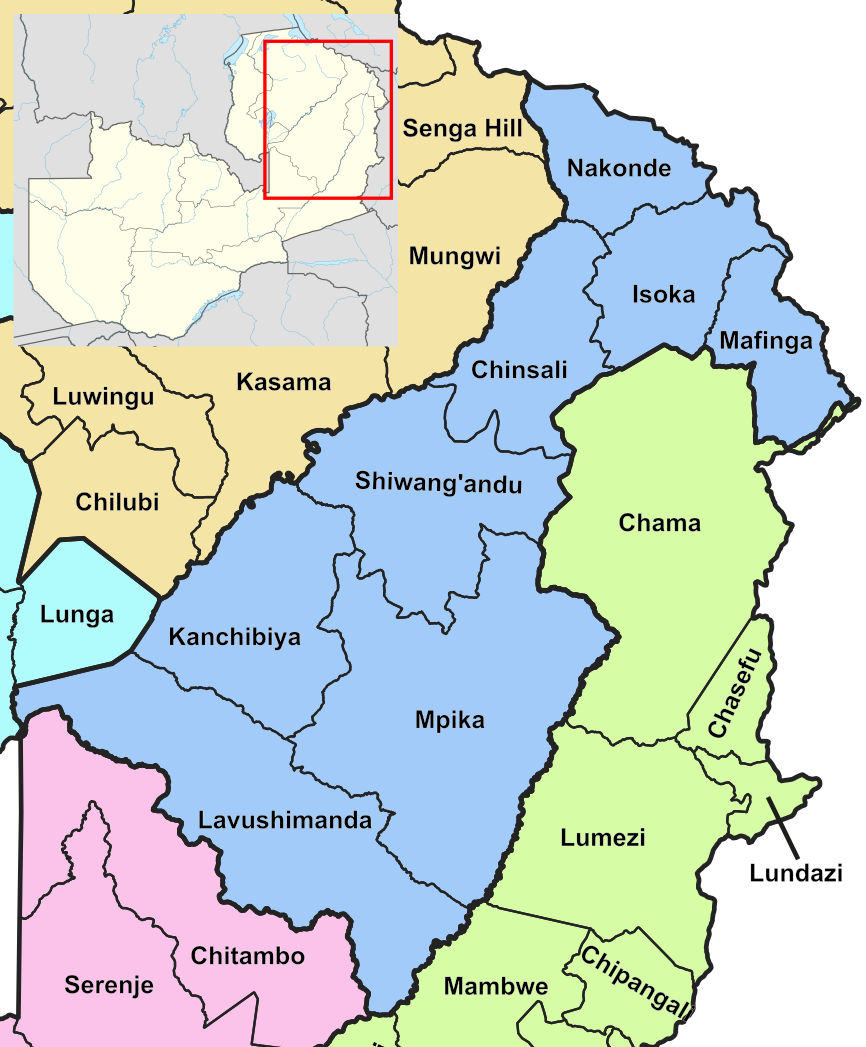
مناطق محافظة موتشينغا

تتكون محافظة موتشينغا من 9 مناطق.
- منطقة شاما
- منطقة تشينسالي
- منطقة إيسوكا
- منطقة كنشيبية
- منطقة لافوشيماندا
- منطقة مافينجا
- منطقة مبيكا
- منطقة ناكوندي
- منطقة شيوانج أندو

## المناطق الشمالية الغربية

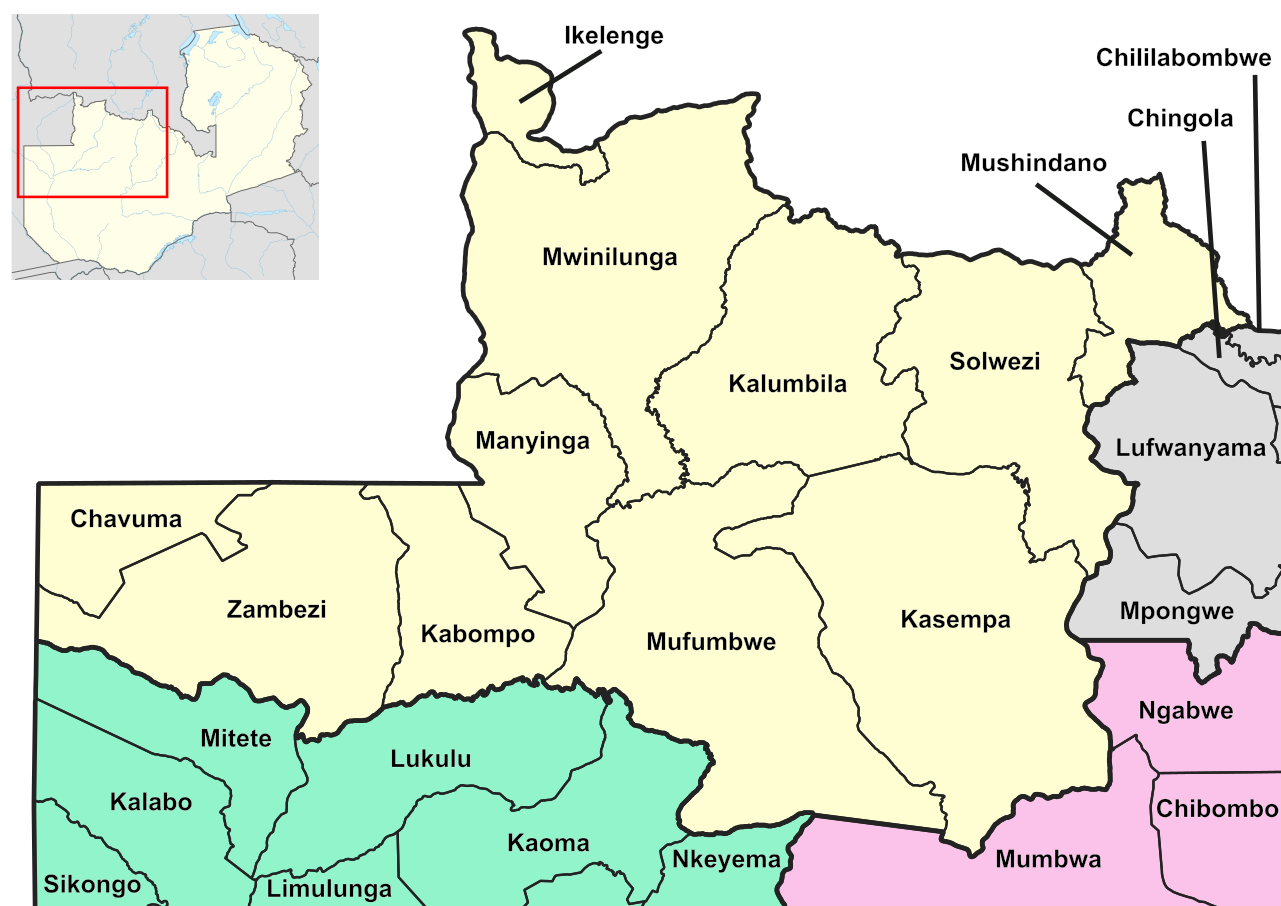
مناطق المحافظة الشمالية الغربية

تتكون المحافظة الشمالية الغربية من 11 منطقة.
- منطقة شافوما
- منطقة إيكلينج
- منطقة كابومبو
- منطقة كاسيمبا
- منطقة كالومبيلا
- منطقة مانيينجا
- منطقة موفومبوي
- منطقة موشندامو
- منطقة موينيلونجا
- منطقة سولويزي
- منطقة زامبيزي

## المناطق الشمالية

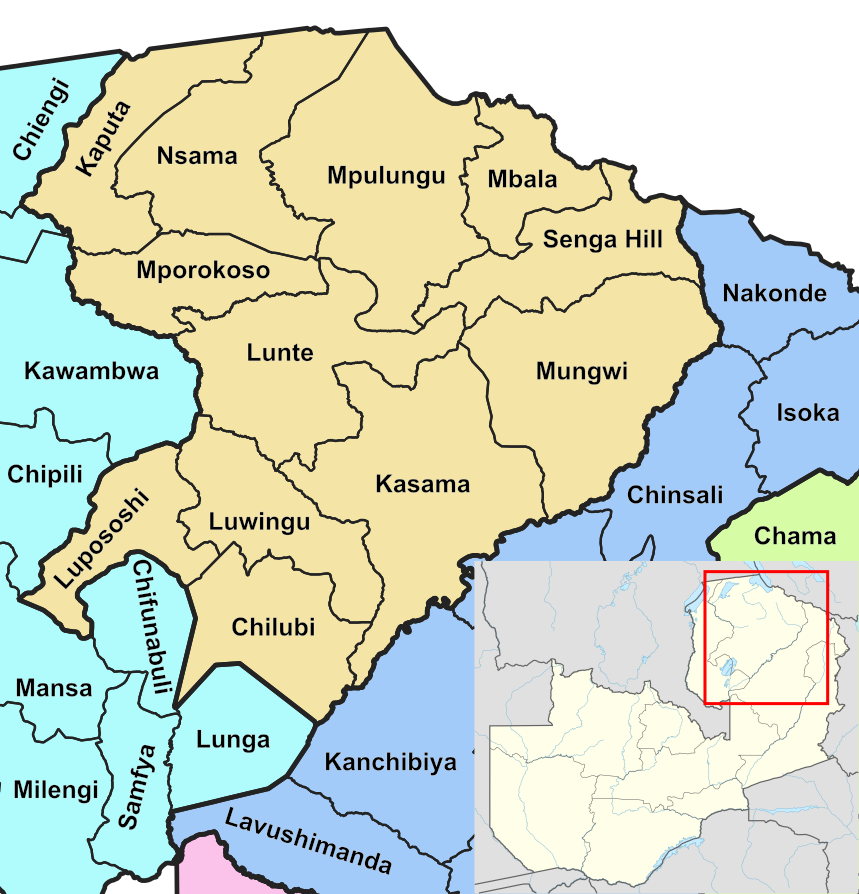
مناطق المحافظة الشمالية

تتكون المحافظة الشمالية من 12 منطقة.
- منطقة شيلوبي
- منطقة كابوتا
- منطقة كسامة
- منطقة لونتي
- منطقة لوبوشي
- منطقة لوإينغو
- منطقة مبالا
- منطقة مبوروكوسو
- منطقة مبولونغو
- منطقة منغوي
- منطقة نساما
- منطقة سينجا

## مناطقالمحافظة الجنوبية

مناطق المحافظة الجنوبية

تتكون المنطقة الجنوبية من 13 منطقة. نقلت عاصمة المقاطعة من ليفينجستون إلى تشوما في عام 2012، مع احتفاظ ليفنجستون بوضع العاصمة السياحية الوطنية. ليفنجستون هي أيضًا أنظف مدينة في زامبيا.
- منطقة تشيكانكاتا
- منطقة شوما
- منطقة جويمبي
- منطقة كالومو
- منطقة كازونجولا
- منطقة ليفينغستون
- منطقة مازابوكا
- منطقة مونزي
- منطقة ناموالا
- منطقة بيمبا
- منطقة سيافونجا
- منطقة سينزونغوي
- منطقة زيمبا

## المناطق الغربية

مناطق المحافظة الغربية

تتكون المحافظة الغربية من 16 منطقة.
- منطقة كالابو
- منطقة كاوما
- منطقة ليمولونجا
- منطقة لوامبا
- منطقة لوكولو
- منطقة ميتيت
- منطقة مونجو
- منطقة مولوبيزي
- منطقة مواندي
- منطقة نالولو
- منطقة نقيمة
- منطقة سينانجا
- منطقة سيشك
- منطقة شانغ أومبو
- منطقة سيكونغو
- منطقة سيوما